# ダイプレイドスコープ

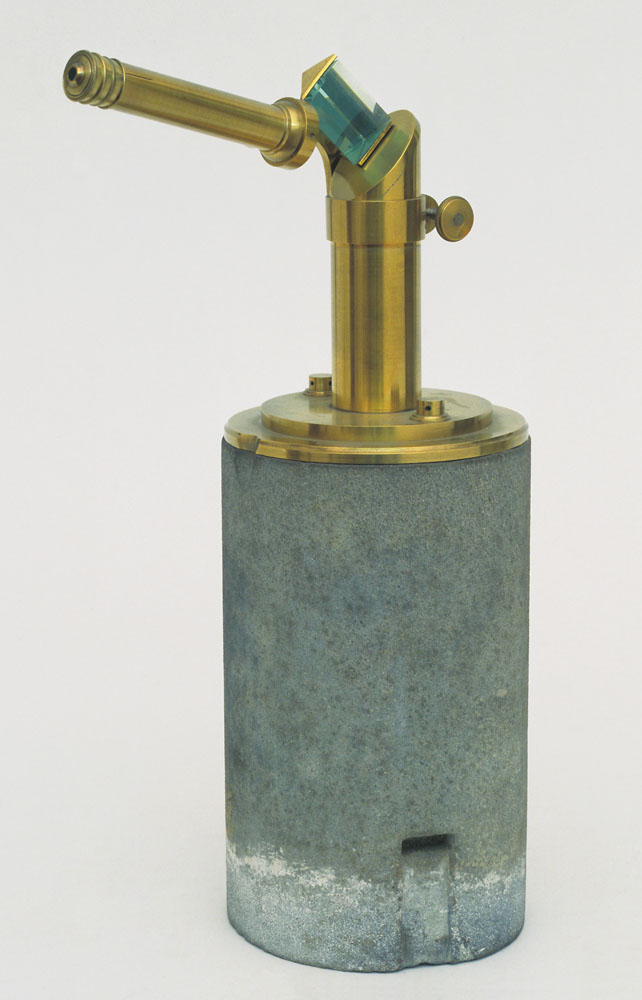
ダイプレイドスコープ

ダイプレイドスコープ (英：dipleidoscope) は、真正午を決定するために使用される機器である。名前はギリシャ語でダブル・イメージ・ビューアを意味する言葉に由来している。小さな望遠鏡と、太陽の二重像を作り出すプリズムで構成されていて太陽が最も高くなった瞬間だけ二つの太陽の象が重なる構造をしていて、太陽が重なった瞬間がその場所での正午になる。この道具を使えば素人でも簡単に10秒以下の誤差で真正午を決定することができる。
この道具は時計を合わせる事の他に航海中に船がいまいる場所の正午を観測してマリンクロノメーターが示すグリニッジ標準時と比較して時差を求めることで簡単に現在の経度を求めることができる。
この装置は月に対しても使用することができ、夜中に現地時深夜0時を求めることもできる。

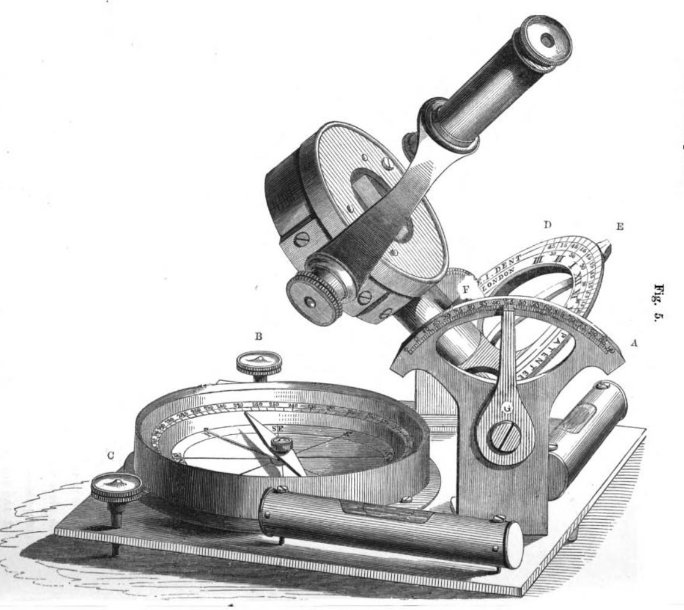
現地時だけでなく経度を設定することで標準時正午を求められるようにしたタイプ

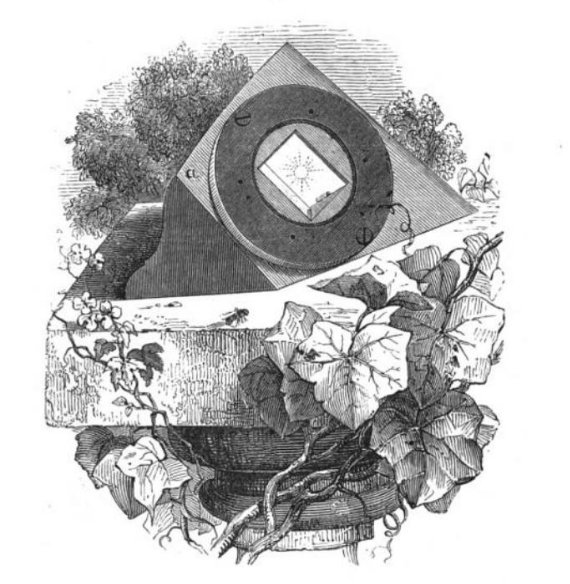
庭に設置された固定式

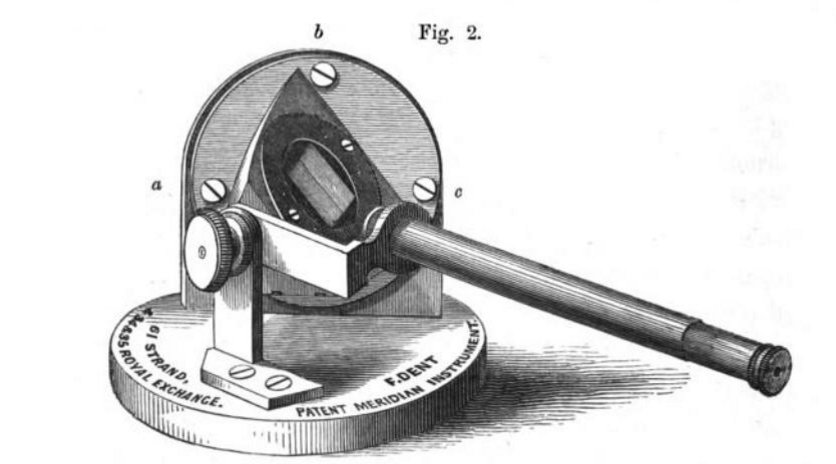
観測精度を向上させるためのアイピース付き

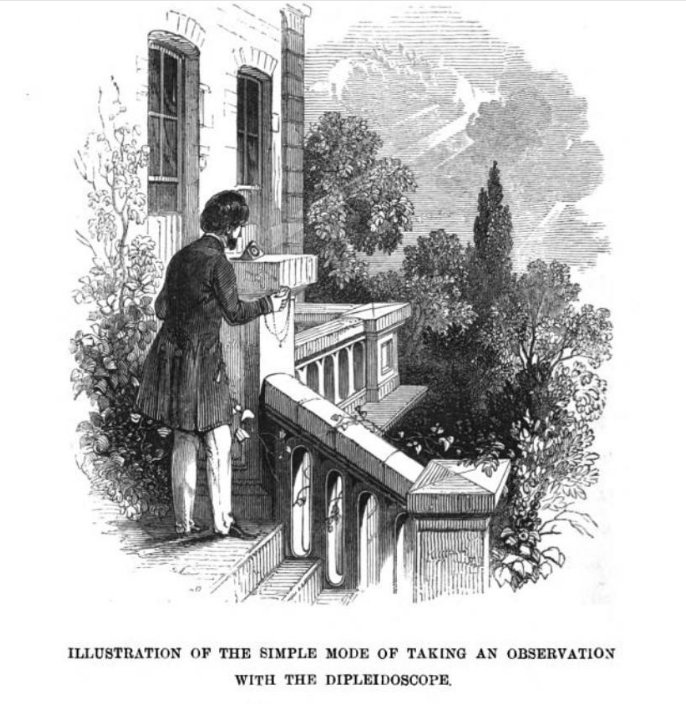
懐中時計の時刻を合わせている所

ダイプレイドスコープの原型は19世紀の前半にジョバンニ・バッティスタ・アミーチによって発明され、ロンドンでマリンクロノメーターの職人をしていたエドワード・ジョン・デントが実用品を量産販売した。デントは1830年代に太陽の簡単な観測によって一般人でも時計を正しく設定できるようにする装置の開発に取り組んでいた（オーレ・レーマーが開発した子午環は複雑、高価、高度で一般人には扱えなかった）1840年までに彼はプリズムの象を使った最適な仕組みに到達したと感じたが、彼のアイデアをJM Bloxam（法廷弁護士）に伝えたとき、彼は反射を使った自分のデザインにも取り組んでいたことに気付いた。 2人はパートナーシップを結んで協力して開発した、さらに2年間の研究の末、完成させて特許を取得し（GB Patent 9793 of 1843）、デントがそれをデントの双極子鏡として製造および販売した。 機器は太陽だけでなく月も使用でき、正しく校正および調整された場合、誤差は1秒未満であると言われていた。デントは1851年の万国博覧会に装置を展示した。エドワード・デントが1853年に亡くなった後、息子のフレデリック・ウィリアム・デントが製造を引き継いだ。
この装置は鉄道で時計の統一が重要になった時代に活躍していた。以前は正午時計などで現地時間での正午を観測して地域コミュニティの範囲内で時計を合わせるだけで十分であったが、鉄道網全体で時計を現地時間からグリニッジ標準時合わせる必要から使用され「the announcement of the guard of the mail coach（駅馬車を守るアナウンス）」と呼ばれた。
改良された物では経度を設定することでその場所ではなく標準時間での真正午を観測できるようになった。

## 使い方
この装置の特徴は操作に計算も専門知識も必要としないことにある。設定が必要な場合でも一度設定してしまえば動かさない限り誰でも使う事が出来る。
- 水平な場所に設置して方位磁石などを元に装置を南に向ける。
- 正午近くになったら覗き込んで二つの太陽の象が重なる瞬間を観測して時計を合わせる。

## 原理

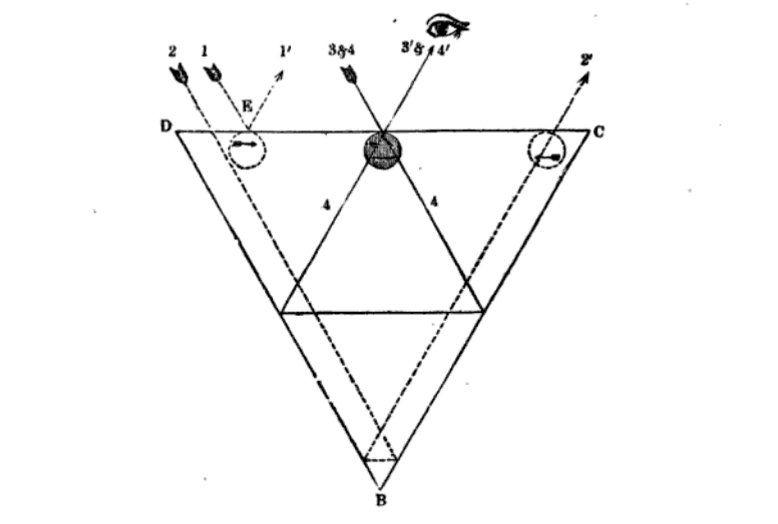

スコープの向きが正しい時、太陽の画像が重なる瞬間は太陽が子午線を横切るときのみ発生する。プリズムの直交する側面が北、東、西に向けられ、面取りされた面を南西に向けて使用する。